# Samoth
Pour les articles homonymes, voir Haugen.
Tomas Thormodsæter Haugen, plus connu sous le pseudonyme Samoth, est un guitariste de black metal et de death metal norvégien.

## Biographie
Samoth est plus connu pour avoir été le guitariste du groupe de black metal Emperor. En 1994, il a été incarcéré pendant 2 ans pour avoir incendié plusieurs églises à l'époque de l'Inner Black Circle dont il était membre. Après le split d'Emperor, Samoth a formé le groupe Zyklon (death metal), qui signifie « cyclone » (syklon) en norvégien. Il est aussi membre de Scum (groupe mêlant black metal et punk) et a fondé plus récemment The Wretched End (death/thrash metal). 
Samoth a aussi joué pour les plus grands groupes de la scène black metal norvégienne de l'époque (Thou Shalt Suffer, Burzum, Gorgoroth, Satyricon, Arcturus et Zyklon) entre 1990 et 1997. En 1994, il fonde la maison de disques Nocturnal Art Productions spécialisée dans les groupes de metal extrême. Il a été marié avec Andrea Meyer (Andrea Haugen) avec qui il a eu une fille.

## Discographie

### Emperor
- Emperor : Wrath of the Tyrant, demo, 1992, batterie
- Emperor : Emperor, Mini album, Candlelight Records, 1993
- Emperor : In the Nightside Eclipse, Candlelight Records, 1994
- Emperor : As the Shadows Rise, 7"EP, Nocturnal Art, 1994
- Emperor : Reverence, EP, Candlelight Records, 1997
- Emperor : Anthems to the Welkin at Dusk, CD, Candlelight Records, 1997
- Emperor : Thorns vs. Emperor, CD, Moonfog, 1999
- Emperor : IX Equilibrium, Candlelight Records, 1999
- Emperor : Emperial Live Ceremony, CD, Candlelight Records, 2000
- Emperor : Emperial Live Ceremony, DVD, Candlelight Records, 2000
- Emperor : Prometheus - The Discipline of Fire and Demise, Candlelight Records, 2001
- Emperor : Scattered Ashes – A Decade of Emperial Wrath, Candlelight Records, 2003
- Emperor : Official tablature Book 2006, Candlelight Records, 2006
- Emperor : Live Inferno, Ltd Ed EP, Candlelight Records, 2009
- Emperor : Live at Wacken Open Air 2006 - A Night of Emperial Wrath, DVD, Candlelight, 2009
- Emperor : Live Inferno, DVD, Candlelight Records, 2009

### Zyklon
- Zyklon : World ov Worms, Candlelight Records, 2001
- Zyklon / Red Harvest : Remix split 7”EP, Nocturnal Art, 2003
- Zyklon : Aeon, Candlelight Records, 2003
- Zyklon : Storm Detonation Live, DVD, Candlelight Records, 2006
- Zyklon : Disintegrate, CD, Candlelight Records, 2006

### The Wretched End
- The Wretched End : The Armageddonist / Of Men and Wolves, EP, Nocturnal Art Productions, 2010
- The Wretched End : Ominous, CD, Nocturnal Art Productions, 2010
- The Wretched End : Death by Nature, Single, Nocturnal Art Productions, 2010
- The Wretched End : Inroad, CD, Nocturnal Art Productions, 2012

### Autres participations
- Embryonic : The Land of the Lost Souls, demo, 1990
- Thou Shalt Suffer : Open the Mysteries of Your Creations, 7"EP, Distorted Harmony, 1991
- Thou Shalt Suffer : Into the Woods of Belial, demo, 1991
- Burzum : Aske, Mini album, Deathlike Silence, 1993, session bass
- Gorgoroth : Pentagram, CD, Embassy Records, 1994, session bass
- Satyricon : The Shadowthrone, CD, Moonfog, 1994, guitare et basse
- Arcturus : Constellation, MCD, Nocturnal Art, 1995
- Zyklon-B : Blood Must Be Shed, MCD, Malicious Records, 1995
- Thou Shalt Suffer : Into the Woods of Belial, CD, Nocturnal Art, 1997
- Scum : Gospels for the Sick, CD, Tuba/ Dogjob, 2005